# Manfred Krafft (Fußballtrainer)
Manfred Krafft (* 11. Dezember 1937 in Düsseldorf; † 29. Juni 2022 in Karlsruhe) war ein  deutscher Fußballspieler und -trainer.

## Laufbahn
Der aus der eigenen Jugend stammende Krafft spielte von 1959 bis 1966 in der ersten Mannschaft von Fortuna Düsseldorf, meist wurde er als Außenläufer eingesetzt. Bis 1963 spielte er 49-mal in der Oberliga West. Im Sommer 1962 stand er mit den Fortunaten im Endspiel um den DFB-Pokal 1962, das trotz zwischenzeitlicher Führung durch Franz-Josef Wolfframm mit einer 1:2-Niederlage nach Verlängerung gegen den 1. FC Nürnberg verloren ging. Vor dem 1:2-Siegtreffer der Franken durch Tasso Wild unterlief ihm der entscheidende Fehler. Nachdem die Düsseldorfer 1963 nicht in die Bundesliga aufgenommen worden waren, folgten bis 1966 63 Spiele in der damals zweitklassigen Regionalliga West. 1966 stieg er mit Düsseldorf in die Bundesliga auf und gehörte auch zum Bundesligakader, kam aber zu keinem Erstligaeinsatz mehr, sondern begann seine Trainerlaufbahn. Parallel zu seiner Spielerlaufbahn war er hauptberuflich als Stuckateur tätig gewesen.
Als Trainer war er in der Saison 1966/67 zunächst Co-Trainer des Bundesliga-Teams, anschließend betreute er mit dem VfR Neuss und dem VfR Büttgen unterklassige Mannschaften, und von 1973 bis 1976 die Amateurmannschaft von Fortuna Düsseldorf. 1975 und 1976 sprang er jeweils kurz vor Saisonende als Interimstrainer der Profimannschaft ein. Von 25. Oktober 1976 bis 21. Februar 1978 betreute er den 1976 in die Bundesliga aufgestiegenen 1. FC Saarbrücken. Zur Saison 1978/79 wurde er vom Zweitligisten Karlsruher SC verpflichtet, den er in der darauffolgenden Spielzeit zum Aufstieg in die Bundesliga führte, wo der KSC 1980/81 unter seiner Leitung mit dem 10. Platz seine bis dahin erfolgreichste Saison spielte. Am 26. November 1981 wurde er vorzeitig entlassen (und durch Max Merkel ersetzt.); KSC-Präsident Roland Schmider bezeichnete diesen Schritt später als einen persönlichen Fehler.
Krafft fand in der Bundesliga schon am 22. März 1982 mit dem SV Darmstadt 98 einen neuen Verein, konnte den Abstieg in die Zweitklassigkeit aber nicht mehr verhindern. Er betreute Darmstadt für eine weitere Saison in der 2. Liga. Im Oktober 1983 verpflichtete ihn der ambitionierte Drittligist Offenburger FV als Nachfolger von Klaus Blawert, nachdem der Saisonstart des Vizemeisters der Oberliga Baden-Württemberg misslungen war. Dabei enthielt der Vertrag eine Ausstiegsklausel, die er aussagegemäß frühestens nach Ende der Vorrunde ziehen wollte. Nach zwei Niederlagen machte er jedoch bereits Anfang November hiervon Gebrauch und übernahm den Bundesligisten 1. FC Kaiserslautern. Dabei erfuhren die Offenburger Vereinsverantwortlichen angeblich erst aus dem Fernsehen vom Vereinswechsel des Trainers, da dieser im Ersten Deutschen Fernsehen im Anschluss an eine Europapokalübertragung vermeldet wurde. Bis Ablaufen seines Vertrages im Sommer 1985 war er dort im Amt, ehe er durch den Trainernovizen Hans Bongartz ersetzt wurde. Es folgte ein Engagement bei Union Solingen in der 2. Bundesliga in der Spielzeit 1986/87. Zur Spielzeit 1987/88 übernahm er den Zweitligisten Stuttgarter Kickers und führte den Verein in die Bundesliga, wo die Kickers in ihrer ersten Bundesliga-Saison überhaupt nur den 17. Platz belegten und sofort wieder abstiegen. Danach trainierte Krafft den Verein ein weiteres Jahr in der zweiten Liga, wo er mit der Mannschaft als Tabellenvierter den direkten Wiederaufstieg knapp verpasste.
Im Mai 1991 übernahm er nach Ende der regulären Spielzeit den Oberligisten 1. FC Pforzheim vor der Aufstiegsrunde zur 2. Bundesliga, nachdem sich der Klub vom Meistertrainer Slobodan Jovanić getrennt hatte, da dieser für die folgende Spielzeit bereits einen Vertrag beim SV Sandhausen unterschrieben hatte. Spätestens nach einer 1:4-Niederlage gegen TSV 1860 München im letzten Spiel der Runde verpasste die Mannschaft den Aufstieg, mit vier Punkten Rückstand auf den Konkurrenten wurden die Goldstädter letztlich nur Tabellendritter. In der folgenden Spielzeit rutschte der Klub jedoch ins Tabellenmittelfeld ab, daraufhin wurde Krafft nach dem 21. Spieltag von seinen Aufgaben entbunden. Krafft übernahm 1995 die erste Herren-Mannschaft des damaligen Ettlinger Sportverein 1847 e. V. und führte sie in die Bezirksliga. Nach dem Ende seiner Trainertätigkeit im Jahre 2002 wurde er Mitglied des Vereinsbeirates.

## Erfolge
als Spieler
- DFB-Pokal-Finalist 1962 (mit Fortuna Düsseldorf)
- Aufstieg in die Bundesliga 1966 (mit Fortuna Düsseldorf)

als Trainer
- Aufstieg in die Bundesliga 1980 (mit dem Karlsruher SC)
- Aufstieg in die Bundesliga 1988 (mit den Stuttgarter Kickers)